# Irrigation à pivot central

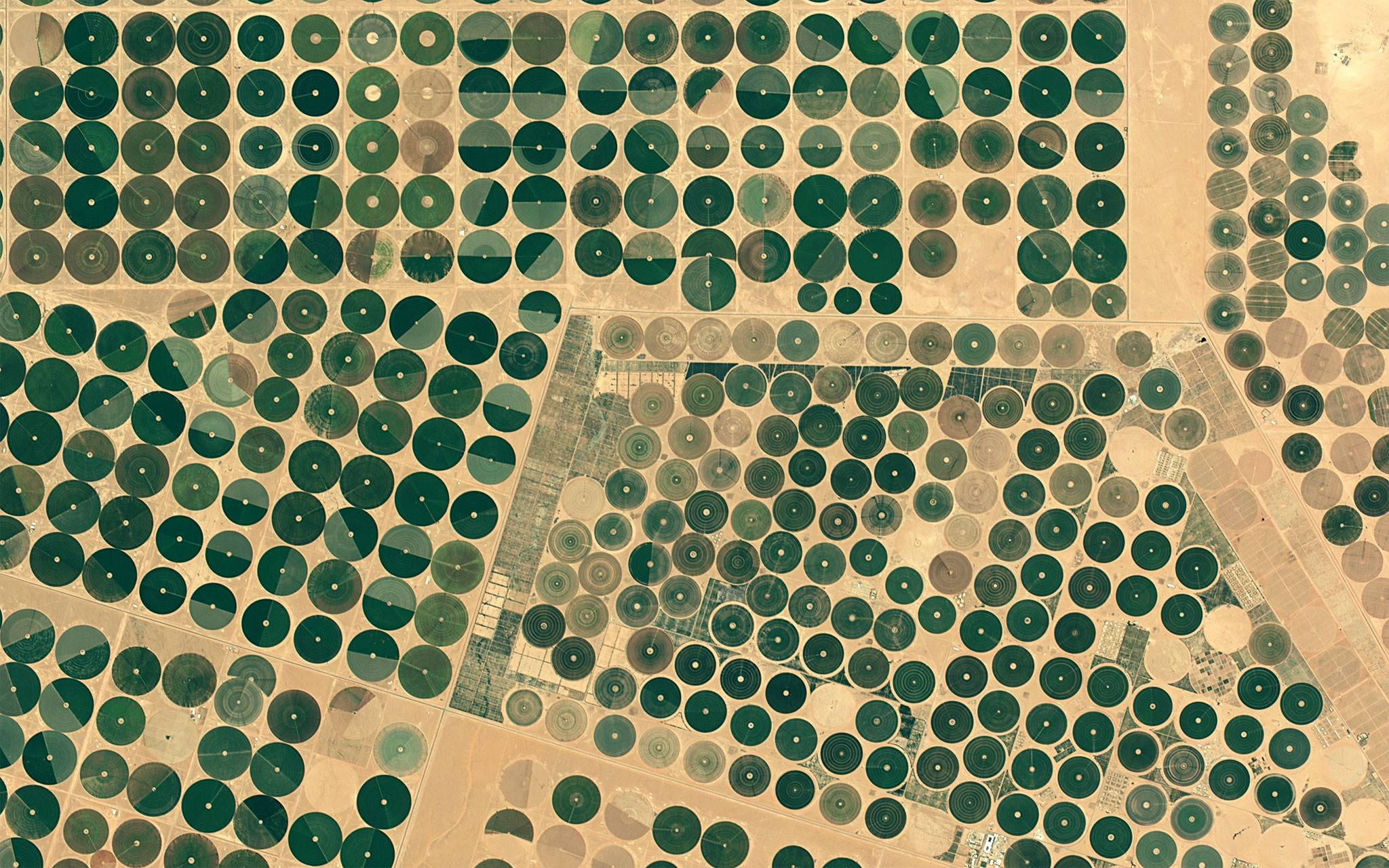
Vue aérienne de champs circulaires dans la région d'Al Jawf (Arabie saoudite), irrigués par pivot central.

Pour les articles homonymes, voir pivot.
L'irrigation à pivot central est une méthode d'irrigation de cultures par aspersion, où les buses (asperseurs) tournent autour d'un pivot. Une surface circulaire centrée sur le pivot est alors irriguée, créant sur les vues aériennes un motif circulaire caractéristique.

## Utilisation
Le système d'irrigation à pivot central est répandu dans le monde, notamment aux États-Unis (où il a été inventé en 1947 par Frank Zybach à Strasburg, Colorado), en Europe et en Afrique. Il se prête particulièrement bien aux terrains plats. Il est commun dans les régions arides, comme l'Arabie saoudite, mais également dans les Landes, le sud de la Gironde, la région Centre. Il fut l'un des facteurs décisifs de la productivité de la fazenda Itamarati au Brésil. 

## Principe

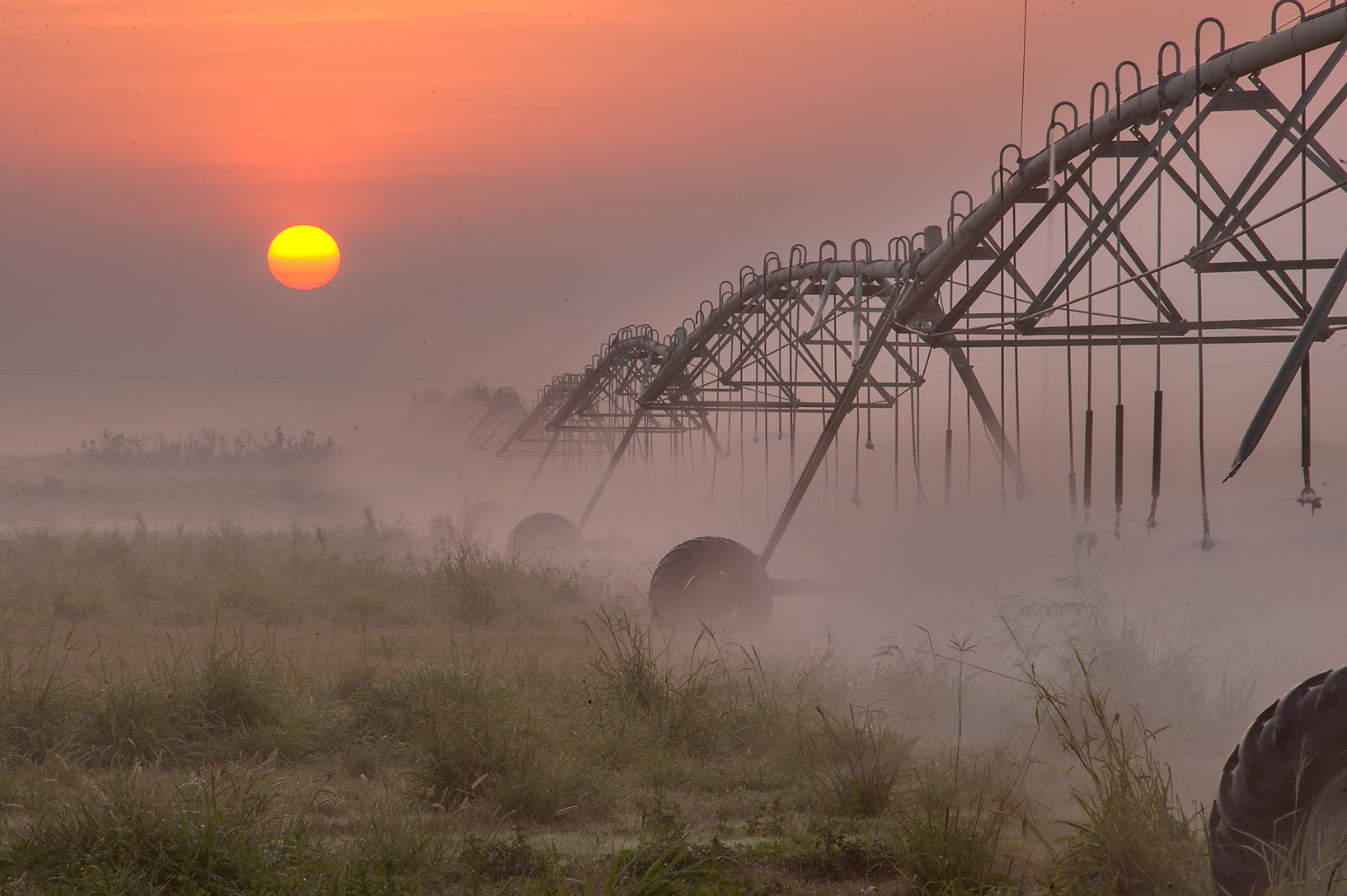
Irrigation à pivot central à Irkhaya Farms in Al Rayyan, Qatar.

L'irrigation à pivot central est une forme d'irrigation aérienne, reproduisant une pluie artificielle. Le système est composé de plusieurs travées : segments de tuyaux (en acier galvanisé ou aluminium) d'une longueur variant de 30 à 60 mètres. Les travées sont assemblées les unes à la suite des autres et supportées par un essieu à roues. Des arroseurs ou buses sont disposés le long du tuyau. Le système est alimenté en eau par le pivot central, autour duquel il tourne. 
Le pivot se termine généralement par un porte-à-faux. Dans ce cas, le tuyau ne repose pas sur un essieu à roues mais il est soutenu par des câbles à la dernière travée.
L'extrémité du pivot est équipée d'un canon qui projette l'eau à 30 mètres. Ce canon peut être couplé à une électrovanne que le système peut couper ou ouvrir en fonction de l'angle du pivot. Cela permet de ne pas arroser certaines parties de la parcelle (hangar, route, forêt)
À l'origine, les systèmes d'irrigation à pivot central tournaient grâce à l'énergie hydraulique. Aujourd'hui, la plupart des systèmes sont mis en rotation par un moteur électrique monté sur chaque essieu de roue.